# Silvia Costa (höjdhoppare)
Denna artikel handlar om den kubanske friidrottaren Silvia Costa. För den italienska politikern Silva Costa, se Silvia Costa.
Silvia Costa, född den 4 maj 1964, är en kubansk höjdhoppare.
Costas deltog vid VM i Helsingfors 1983 och slutade då tia med ett hopp på 1,84. Vid det första inomhus-VM 1985 blev hon delad bronsmedaljör med ett hopp på 1,90. 
Vid VM 1987 slutade hon fyra efter att ha klarat 1,96. Vid tävlingar 1989 klarade hon 2,04 vilket är hennes personliga rekord och placerar henne på topp 10 genom alla tider.  
Vid VM 1993 i Stuttgart blev hon silvermedaljör efter att ha klarat 1,97. Hennes sista internationella mästerskap var VM i Göteborg där hon misslyckades med att ta sig till finalen.